# Столярчук Андрій Васильович
Андрі́й Васи́льович Столярчу́к (нар. 25 березня 1982, Хмельницький) — український спортивний телекоментатор. Спеціалізація — футбол, хокей та біатлон.

## Життєпис
У 2003—2004 роках працював на посаді журналіста в спортивних редакціях «Першого Національного» та ТРК «Ера». З травня 2004 року працював на посаді спеціального кореспондента в телекомпанії «Поверхность Спорт-ТВ», яка виготовляє канали «Спорт 1», «Спорт 2», «Спорт 3», «Спорт 4» та «Спорт HD». Також працював на телеканалі «Інтер+».
У 2006 році здобув диплом магістра Інституту Журналістики КНУ імені Шевченка. З серпні 2010 року почав працювати на Першому національному. Був ведучим програми «Футбольний код». Також працював на телеканалі «XSPORT».
З 2015 по 2022 роки працював коментатором на телеканалах «Футбол 1/2/3». З 2022 року працює на YouTube-каналі «Футбол 2.0».
Має досвід коментування матчів футбольної Ліги Чемпіонів, Кубка УЄФА, національних збірних, європейських чемпіонатів, хокейних щоденників НХЛ, Олімпіади-2008 в Пекіні тощо.

Навесні 2022 року служив у лавах тероборони на Хмельниччині.Про службу сказав наступне:
"Чоловік – це не слова. Чоловік – це дії. Все буде добре. Все буде Україна".

### Чемпіонати Європи і Олімпійські Ігри
З 8 червня до 1 липня 2012 року коментував на Першому національному матчі Чемпіонату Європи.. Коментував 6 матчів Євро-2012, в тому числі фінал (у парі з Денисом Босянком). Паралельно з коментуванням вів щоденну інформаційну-аналітичну програму «Наше Євро», гостями якої були Юрій Калітвінцев, Володимир Мунтян, Василь Рац, Максим Шацьких, Владислав Ващук, Юрій Максимов, Андрій Гусін, Павло Шкапенко, Віталій Рева, Юрій Мороз, Віталій Кличко, Михайло Поплавський, Микола Тищенко та інші.
З 27 липня по 14 серпня 2012 року працював у Лондоні на ХХХ Олімпійських Іграх як коментатор. За підсумками цієї роботи йому присвоєно почесне звання «Заслужений журналіст України».

## Цікаві факти
- Улюблені футбольні команди — Лаціо, Ліверпуль, Реал[5].
- Улюблений футболіст — Роберто Баджо
- Улюблені тренери — Арсен Венгер, Валерій Лобановський, Рінус Міхелс.